# Giorgio Santelli
Giorgio Santelli (Budapest, 25 novembre 1897 – Teaneck, 8 ottobre 1985) è stato uno schermidore italiano naturalizzato statunitense, specializzato nella sciabola.

## Biografia
Figlio del maestro Italo Santelli, uno dei padri della sciabola moderna, Giorgio Santelli fu schermidore e istruttore di scherma. Fu uno dei componenti della squadra italiana di sciabola che vinse la medaglia d'oro alle Olimpiadi del 1920. Suo padre Italo Santelli si era trasferito dall'Italia in Ungheria nel 1896, accettando l'invito del governo locale, che lo sovvenzionò per l'apertura di una palestra di scherma. L'anno dopo nacque a Budapest il figlio Giorgio, che avrebbe poi seguito le orme paterne come atleta e istruttore di scherma. Pur essendo cresciuto in Ungheria, Giorgio Santelli mantenne la cittadinanza italiana. Per questo, nel 1920, poté partecipare ai Giochi olimpici di Anversa come membro della squadra azzurra che vinse l'oro nel torneo di sciabola a squadre.
Qualche anno dopo fu chiamato a difendere in duello l'onore del padre. Un giornalista aveva accusato Italo Santelli di tradimento della patria, per un episodio accaduto alle Olimpiadi del 1924, dove il maestro era uno degli allenatori della nazionale ungherese. Per salvare il proprio onore, Italo Santelli sfidò a duello il giornalista Adolfo Cotronei che lo aveva offeso. Avvalendosi di una regola del codice cavalleresco, si fece rappresentare dal figlio Giorgio. Il duello avvenne sul serio, su una barca al largo di Abbazia, tra Trieste e Fiume. In un'intervista concessa nel 1968 al The New York Times, Giorgio Santelli ricordò quel duello: durò circa tre minuti e mezzo, e fu interrotto perché il giornalista era rimasto accecato da un colpo alla testa. Cotronei si riprese, ma gli dovettero dare 12 punti di sutura.
Nel 1924 Giorgio Santelli emigrò negli Stati Uniti, dove diventò George Santelli. Fu allenatore della nazionale olimpica di scherma degli USA per oltre vent'anni, dal 1928 al 1952. Nella sua palestra, chiamata Salle Santelli come quella del padre a Budapest, continuò a fare l'istruttore di scherma fino alla morte, alla soglia degli 88 anni.

## Palmarès

### Risultati élite
In carriera ha ottenuto i seguenti risultati:
Giochi olimpici
Individuale
A squadre
- Oro nella sciabola ad Anversa 1920